# Halichaetonotus atlanticus
Halichaetonotus atlanticus är en djurart som tillhör fylumet bukhårsdjur, och som beskrevs av Kisielewski 1988. Halichaetonotus atlanticus ingår i släktet Halichaetonotus och familjen Chaetonotidae. Arten är reproducerande i Sverige. Inga underarter finns listade i Catalogue of Life.